# 가미키타정
가미키타정(上北町)은 아오모리현 가미키타군의 중앙부에 위치했던 정이다.동부를 오가와라호에 접한다.
헤세이의 대합병에 대해 도호쿠정, 시치노헤정, 덴마바야시촌과 합병을 목표로 중부 가미키타 합병 협의회를 설립했지만 재정 전망의 대립으로부터 이탈하였고 그 결과, 합병 협의회는 해산했다. 해산후 도호쿠정과 가미호쿠정 도호쿠정 합병 협의회를 설립하여 2005년 3월 31일에 신설 합병되었다.

## 지리
가미키타군 중앙부에 위치해 오가와라호가 면하고 마을 전체가 평지에서 형성된다.

## 역사
- 1889년 4월 1일 - 오무라촌, 가미노촌, 신다테촌의 3촌을 합병해 우라노간촌이 되었다.
- 1958년 9월 1일 - 정제를 시행해 가미키타정이 되었다.

## 교통

### 철도
- 동일본 여객철도 도호쿠 본선